# Aulacospermum
Aulacospermum – rodzaj roślin należący do rodziny selerowatych Apiaceae. Obejmuje 19–24 gatunków. Występują one w Azji, jeden gatunek także w Europie (Aulacospermum multifidum rośnie w środkowej i wschodniej części europejskiej części Rosji).

## Systematyka
Pozycja systematyczna
Rodzaj w obrębie rodziny selerowatych (baldaszkowatych) Apiaceae klasyfikowany jest do podrodziny Apioideae, plemienia Pleurospermeae.
Wykaz gatunków (nazwy zaakceptowane według The Plant List)
- Aulacospermum alaicum Pimenov & Kljuykov
- Aulacospermum anomalum (Ledeb.) Ledeb.
- Aulacospermum darvasicum (Lipsky) Schischk.
- Aulacospermum depressum (Boiss.) Klyuikov, Pimenov & V.N.Tikhom.
- Aulacospermum dichotomum (Korovin) Klyuikov, Pimenov & V.N.Tikhom.
- Aulacospermum dissectum (C.B. Clarke) U. Dhar, Kachroo & Naqshi
- Aulacospermum gonocaulum Popov
- Aulacospermum gracile Pimenov & Kljuykov
- Aulacospermum hirsutulum (C.B. Clarke) Naqshi, U. Dhar & Kachroo
- Aulacospermum ikonnikovii Kamelin
- Aulacospermum multifidum (Sm.) Meinsh.
- Aulacospermum novem-jugum (C.B. Clarke) Kachroo, Naqshi & U. Dhar
- Aulacospermum obtusiusculum (C.B. Clarke) Naqshi, U. Dhar & Kachroo
- Aulacospermum pauciradiatum (Boiss. & Hohen.) Klyuikov, Pimenov & V.N.Tikhom.
- Aulacospermum plicatum Pimenov & Kljuykov
- Aulacospermum popovii (Korovin) Klyuikov, Pimenov & V.N.Tikhom.
- Aulacospermum roseum Korovin
- Aulacospermum roylei (Lindl.) Kachroo, U. Dhar & Naqshi
- Aulacospermum schischkinii V.M.Vinogr.
- Aulacospermum tenuisectum Korovin
- Aulacospermum tianshanicum (Korovin) C.Norman
- Aulacospermum turkestanicum (Franch.) Schischk.
- Aulacospermum vesiculo-alatum Kljuykov, Pimenov & V.N. Tikhom.
- Aulacospermum vesiculosoalatum (Rech.f.) Klyuikov, Pimenov & V.N.Tikhom.